# Allemant (Marna)
Allemant è un comune francese di 176 abitanti situato nel dipartimento della Marna nella regione del Grand Est.

## Società

### Evoluzione demografica
Abitanti censiti